# 饒宇栻
饒宇栻，字型萬，江西省南昌府進賢縣（今江西省進賢縣）人，清朝政治人物。

## 生平
順治九年（1652年）壬辰科三甲二三五名進士，改庶吉士。順治十一年，擔任刑科給事中，后升任湖廣驛鹽道。